# Соперники (Платон)
Сопе́рники — (Др.гр. ἀντεραστα, Anterastaí) — это сократический диалог, включенный в традиционный сборник произведений Платона.

## Этимология
Этот диалог имеет в рукописях два названия «Anterastai» (Ἀντερασταί) и «Erastai» и переводится либо как «Соперники», либо как «Любовники». 
Греческое слово «Erastai» — множественная форма термина erastēs, который означает гомосексуальные отношения между мужчиной и юношей.
Поскольку в классических греческих сюжетах такие отношения характеризуются как любовные, название «Любовники», иногда используемое для этого диалога, имеет смысл, только если понимать слово "любовник" как "любимый". Сноски на полях древних рукописей объясняют, что название могло быть Anterastai (Ἀντερασταί), что конкретно означает «соперник». Этот термин, используемый в самом диалоге, упоминается как название диалога (вместе с подзаголовком), так и в списке Диогена Лаэртия в «Трэсиллановых тетралогиях». 
Латинские термины «Amatores» и «Rivales» (Противник) также использовались в качестве названия диалога.
Тем не менее переводчики предпочитают название «Соперники», исходя из содержания диалога: в разгоревшейся дискуссии о философии спорщиков охватывает дух соперничества, между ними начинается состязание.

## Содержание
Действие происходило в школе грамматиста Дионисия. В Древней Греции гуманитарными науками считались музыка, поэзия и философия. Сократ заходит в среднюю школу и застает спор благовоспитаннейших юношей.
«Случилось, что в то время два мальчика спорили между собою, а о чём, — я не довольно расслушал: казалось только, будто или об Анаксагоре, или об Инопиде.»
Сократ спрашивает человека, стоящего рядом и оказавшегося любовником одного из юношей, связан ли спор мальчиков с важными вопросами философии. Судя по ответу этого человека, у Сократа складывается впечатление, что тот довольно пренебрежительно относится к философии. Впечатление подтверждается словами второго собеседника, который объясняет Сократу, что его соперник больше специализируется на физическом развитии, а не на умственном.
Сократ решает расспросить обоих о том, является ли философия благородным и достойным восхищения делом. Второй соперник отвечает ему, что это так, и Сократ продолжает спрашивать его, действительно ли он знает, что такое философия. Он утверждает, что знает и отвечает, что философия — это, по сути, многознание. С помощью своего атлетического соперника, который знает, что польза упражнения зависит от умеренности, Сократ указывает, что то же самое верно для большинства вещей, и обращается к вопросу о том, какие вещи должен изучать тот, кто философствует. Оппонент предполагает, что философ, не утруждая себя практическими действиями, должен стремиться к такому уровню понимания во всех искусствах, чтобы он уступал только эксперту в этой конкретной области. Сократ бросает вызов этому предположению, вынуждая его признать, что при любых мыслимых обстоятельствах философ был бы бесполезен по сравнению с истинным знатоком этого вопроса. Например, врач всегда предпочтительнее философа в случае болезни, как и лоцман, когда нужно направить корабль.
Сократ исходит из альтернативного объяснения истинного интереса философа, основанного на предпосылке, что добро (которое собеседники согласились приписать философии) критически зависит от знания того, как отличать хороших людей от плохих и обучать плохих — значит становиться лучше. Это знание, соглашается «культурный любовник», есть знание того, кто служит судьей. Сократ продолжает утверждать, что это знание может быть отождествлено со справедливостью, самоконтролем и самопознанием, а также с искусствами, практикуемыми государственным деятелем, правителем (или тираном) и главой семьи (или хозяином). Вывод состоит в том, что все это на самом деле только одно искусство, одно из первостепенных значений, в котором философ должен быть высшим.
Когда Сократ впервые встретил соперничающих любовников, он мало надеялся на разговор с энтузиастом легкой атлетики, который исповедовал опыт «на деле», а не «на словах». Но в конце концов он выигрывает аплодисменты толпы, так его измышления оказавшись ближе к истине, чем «более мудрого» молодого человека, так что с выводами Сократа соглашается его соперник-спортсмен.

## Выводы по диалогу
Сократ утверждает, что продвинуть философию вперёд может только всесторонне развитая личность. Однобокость таланта не сможет иметь полноценного восприятия во всеобщности и тем более его оценки. Велика вероятность не увидеть полной картины, увлекаясь мастерством отдельных элементов.

## Интересные факты
Всю историю-дискуссию Сократ рассказывает от первого лица, не прерывая и не указывая, к какой аудитории он обращается.
В «Любовниках» чуть более семи страниц — один из самых коротких диалогов в Трасиллановском каноне произведений Платона.